# Five Finger Death Punch
Five Finger Death Punch, abreviat 5FDP sau FFDP, este o formație heavy metal americană din Las Vegas, Nevada. Formația a fost înființată în 2005, numele grupului fiind derivat dintr-un clasic film de arte marțiale. Componența originală a trupei consta din vocalistul Ivan Moody, chitaristul Zoltan Bathory, chitaristul Caleb Andrew Bingham, basistul Matt Snell, și bateristul Jeremy Spencer.

## Membrii trupei
Membri actuali
- Ivan Moody – vocal (2005–prezent)
- Zoltan Bathory – chitară ritmică (2005–prezent)
  - Charlie  - baterie (2018-prezent)
- Andy James – chitară (2020 -prezent)
- Chris Kael – chitară bas, back vocal (2011–prezent)

Foști membri
- Jason Hook – chitară, back vocal (2009–2020)

- Jeremy Spencer - baterie (2005- 2018)

- Caleb Andrew Bingham – chitară (2005–2006)
- Matt Snell – bas, back vocal (2005–2010)
- Darrell Roberts – chitară, back vocal (2006–2009)

## Discografie
Albume de studio
- The Way of the Fist (2007)
- War Is the Answer (2009)
- American Capitalist (2011)
- The Wrong Side of Heaven and the Righteous Side of Hell, Volume 1 (2013)
- The Wrong Side of Heaven and the Righteous Side of Hell, Volume 2 (2013)
- Got Your Six (2015)
- And Justice for None (2018)
- F8 (2020)
- AfterLife (2022)